# Горбачёва, Кира Анисимовна
Ки́ра Ани́симовна Горбачёва (до 1952 — Шма́нцырь; 12 марта 1932 — 26 апреля 2013) — советская волейболистка, игрок сборной СССР (1956). Чемпионка мира 1960, чемпионка СССР 1959. Заслуженный мастер спорта СССР (1968).

## Биография
Родилась и начала заниматься волейболом в Ленинграде. В 1950—1969 — игрок команды «Спартак» (Ленинград). В её составе: двукратный серебряный призёр чемпионатов СССР (1950 и 1961), 6-кратный бронзовый призёр союзных первенств (1951—1955, 1957). В составе сборной Ленинграда становилась чемпионкой (1959), серебряным (1963) и бронзовым (1956) призёром первенств СССР и Спартакиад народов СССР.
В составе сборной СССР в 1956 году стала чемпионкой мира.
После завершения игровой карьеры работала преподавателем физвоспитания.
Скончалась 26 апреля 2013 года в Санкт-Петербурге от осложнений после перенесённого инсульта.

## Источник
- Волейбол. Энциклопедия/Сост. В. Л. Свиридов, О. С. Чехов. Томск: Компания «Янсон» — 2001.